# منزل صديق للبيئة

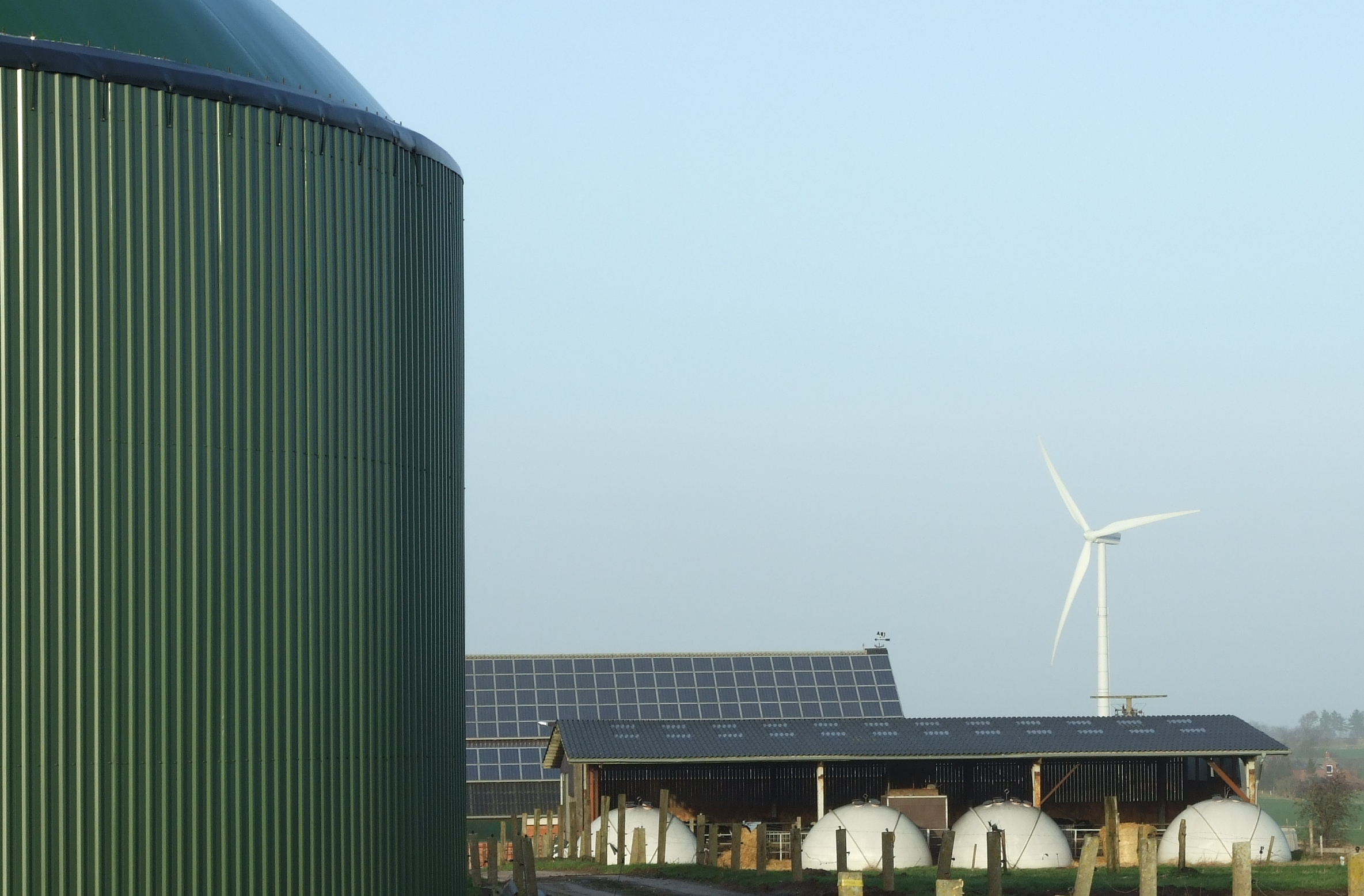
استخدام الطاقة المتجددة حفاظ على البيئة

منزل صديق للبيئة البيئة هي الوسط الذي يحيط بنا، والمنزل الصديق للبيئة هو منزل مبني على أسس المحافظة على البيئة.
وتصميم منزل صديق للبيئة، هو أي شكل من الأشكال التصميم التي تحد من التأثيرات المدمرة للبيئة، عن طريق دمجها في عمليات الحياة
ويبقى الترشيد في استخدام الطاقة واستخدام الطاقة المتجددة من أهم الأمور للمحافظ على البيئة حيث إن الاعتماد على الإنارة الطبيعية (الشمس) أفضل من استخدام الإنارة الصناعية ومن شأن هذا أن يقلل من انبعاثات المضرة للبيئة التي تنبعث من محطات توليد الطاقة الكهربائية باستخدام الوقود الأحفوري ويبقى الأهم في المنزل الصديق للبيئة هو التوعية الترشيد في استهلاك الطاقة الكهربائية.

## الطرق للمنزل الصديق للبيئة
- اتباع تصميم بيئي للمنزل.
- اتباع ترميم بيئي للمنزل.
- استخدام الألواح الشمسية أو عنفات الرياح.
- استخدام مواد البناء المستدامة القابلة لإعادة التدوير.
- الإضاءة الطبيعية تكبير النوافذ للاستفادة من إضاءة الشمس في النهار.
- المحفاظة على الطاقة الكهربائية.
- المحفاظة على المياه.
- استخدام جدران عازلة.
- اختر المنتجات ذات التأثير المنخفض على البيئة (المواد المستدامة).
- إعادة تدوير النفايات وترك المنتجت الغير قابلة لتدوير.
- التخفيف من النفايات من خلال تقليل حجم الشراء للسلع الغير المحتاجة.
- الحد من منتجات النفط (لدائن، طلاء، أثاث).
- تجميع مياه الأمطار.
- النباتات من شأنها توفير هواء نقي وتنقية الجو.